# Casa Mudéjar (Córdoba)
La Casa Mudéjar es un conjunto de cinco viviendas de los siglos XIV y XV que actualmente forma un mismo complejo que se encuentra ocupado desde 2011 por la sede de Casa Árabe en Córdoba, España. Se encuentra en el centro histórico de Córdoba, catalogado como Patrimonio de la Humanidad por la Unesco, y a escasos metros de la Calleja de las Flores, los Baños árabes de Santa María y la Mezquita-catedral.

## Historia

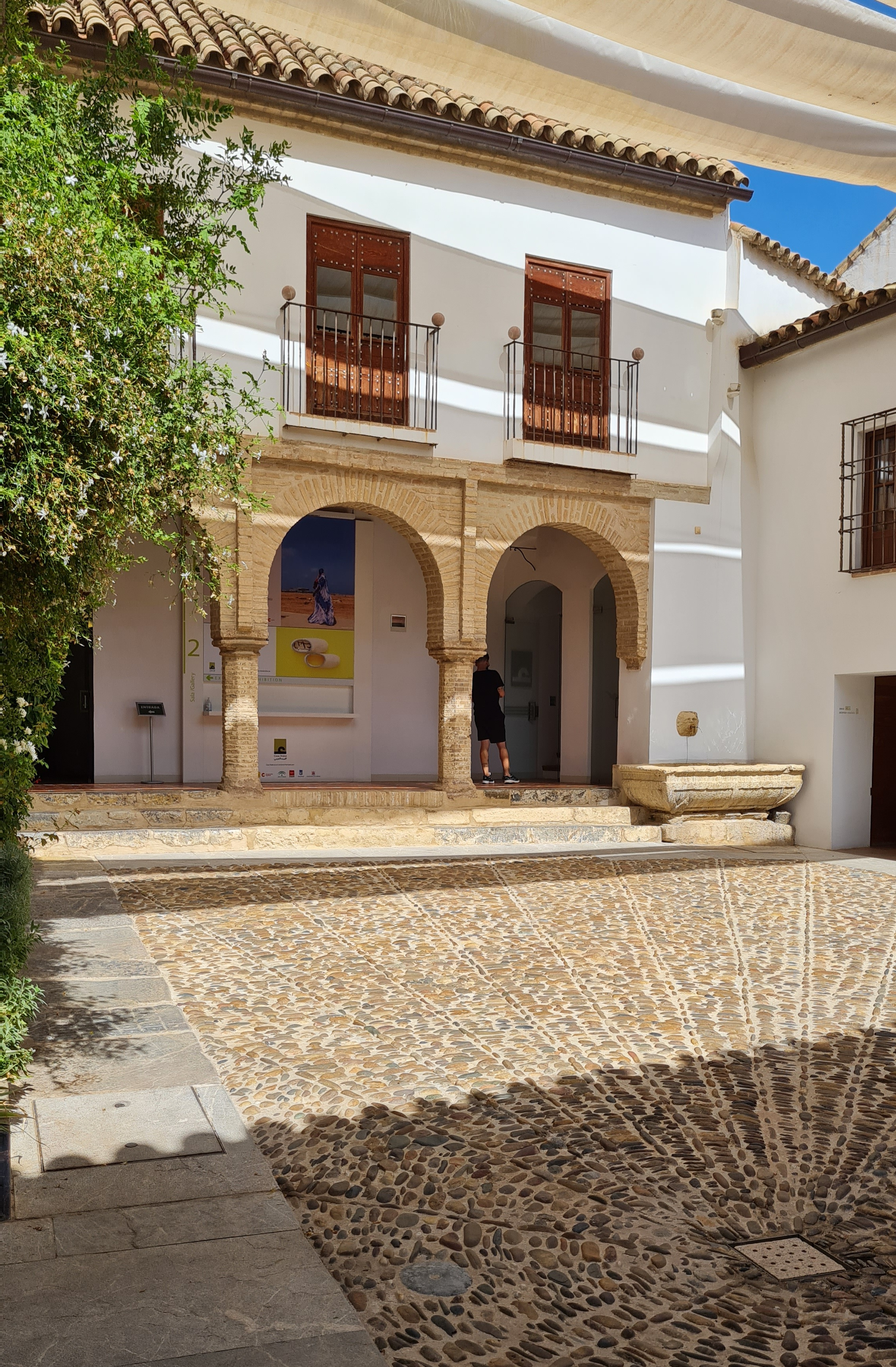
Uno de los patios de la Casa Mudéjar con el abrevadero.

La Casa Mudéjar hunde sus raíces en cinco viviendas antiguas que han ido uniéndose hasta crear un solo emplazamiento. Aunque existen algunos elementos del siglo XIV, la mayoría de las edificaciones pertenecen al siglo XV y al siglo XVI. Aunque se desconoce quién era el propietario de la casa, algunos indicios apuntan a Francisco Fernández de Córdoba, más conocido como el abad de Rute, debido a que aparecieron unas pinturas murales con un sombrero de abad y los escudos de los Venegas y los Córdoba. Asimismo, también podría haber sido la residencia del tesorero de la Mezquita-catedral, debido a que la vía era denominada calle del Tesorero antes de ser cambiada a calle Samuel de los Santos Gener.

### Museo Arqueológico(1925-1959)
En diciembre de 1925 adquirió la antigua vivienda el Museo Arqueológico de Córdoba, institución que estaba buscando sede permanente en la ciudad. El encargado de realizar el traslado desde la antigua sede en la plaza de San Juan fue el arqueólogo y recién nombrado director del museo Samuel de los Santos, quien se encargó de realizar las restauraciones oportunas para el correcto funcionamiento del museo. Además, dividió la exposición en nueve salas y tres patios ordenados cronológicamente desde la Prehistoria hasta la Edad Moderna. En 1928 Samuel de los Santos descubrió unas pinturas murales en una sala de la primera planta del siglo XV de estilo mudéjar con escudos de los Venegas y los Córdoba, así como lacerías y representaciones de las Virtudes. Gracias a un documento se conoce que estos murales fueron mandados en 1500 por Antonio de Córdoba, caballero veinticuatro de la ciudad, al pintor Pedro Romana, quien ejecutó dos tercios y el resto fue realizado por Pedro Fernández.
No obstante, con el paso de los años y las diversas excavaciones que se estaban llevando a cabo, pronto las piezas comenzaban a ser demasiado numerosas para ser albergadas en la Casa Mudéjar, por lo que Samuel de los Santos dedicó sus últimos años en buscar una sede diferente, que finalmente resultó ser el palacio de los Páez de Castillejo, donde fue trasladado el museo en 1959. Posteriormente fue convertido en dependencias autonómicas.

### Casa Árabe(2011)
En 2006 fue creada la institución pública Casa Árabe con sede en Madrid y Córdoba. La sede provisional se situó en la calle Martínez Rücker, 9, a la espera de que la Casa Mudéjar fuera rehabilitada como sede permanente. En septiembre de 2009 comenzaron las obras de acondicionamiento por los arquitectos Rosa Lara y Rafael García Castejón, que duraron dos años y tuvieron un presupuesto de 3,5 millones de euros. La inauguración tuvo lugar el 15 de septiembre de 2011 por la ministra de Exteriores Trinidad Jiménez, el exministro Miguel Ángel Moratinos quien impulsó la creación de la institución, así como la ministra de Medio Ambiente Rosa Aguilar; además de la asistencia de los embajadores de Sudán, Jordania, Irak, Mauritania, Yemen y Siria, así como representantes diplomáticos de Túnez, Líbano y Palestina. Esta restauración fue galardonada con el Premio Ciudad Patrimonio de la Humanidad 2011.